# Qin Haiyang
Qin Haiyang (Zhuzhou, 17 maggio 1999) è un nuotatore cinese, specializzato nello stile della rana, in tutte le distanze (50, 100, 200 metri). Unico nuotatore della storia ad essere riuscito a vincere una tripletta di medaglie d'oro nelle distanze dei 50, 100 e 200 metri rana, all'edizione dei mondiali di nuoto di Fukuoka 2023. È considerato fra i più forti nuotatori cinesi, ed asiatici, di sempre.

## Biografia
Nacque il 17 maggio 1999 a Zhuzhou, una città della Cina Meridionale, da una coppia di genitori estranei al mondo dello sport, ma grazie comunque ai quali riuscì ad appassionarsi al nuoto. Dall'età di 4 anni lo incominciò a praticare e, in seguito a svariati anni di duro allenamento in vasca ed in palestra, disciplina mentale e fiisica, ad appena 18 anni Il 4 settembre 2017, nel corso dei Giochi nazionali cinesi, stabilì il nuovo record nazionale sui 200 metri rana con il tempo di 2'07"35.
Ha rappresentato la Cina ai mondiali in vasca corta di Hangzhou 2018, dove ha vinto la medaglia d'oro nei 200 metri rana.
Nel 2023 ai mondiali di Fukuoka conquista l'oro nei 50, 100 e 200 metri rana, siglando il nuovo record del mondo in quest'ultima distanza con il tempo di 2'05"48. Questi risultati gli hanno permesso di diventare il primo nuotatore nella storia a realizzare la tripletta d'oro in tutte le distanze della rana ad un campionato mondiale.
Alle Olimpiadi di Parigi del 2024 vince l'oro nella staffetta 4x100 metri misti e sale sul secondo gradino del podio nella staffetta 4x100 metri misti mista. Ai mondiali in corta di Budapest dello stesso anno vince la medaglia d'oro nei 50 e nei 100 metri rana (quest'ultima con il crono di 55"47, nuovo record asiatico e della manifestazione).
Nel 2025 vince nuovamente sia i 100 che i 200 metri rana ai mondiali, nell'edizione disputatasi nella stupenda Singapore, ottenendo anche una medaglia d'argento nei 50 metri rana. 
È considerato e riconosciuto come uno dei più forti ranisti nella storia del nuoto mondiale.

## Palmarès
- Giochi olimpici

Parigi 2024: oro nella 4x100m misti, argento nella 4x100m misti mista.
- Mondiali

Fukuoka 2023: oro nei 50m rana, nei 100m rana, nei 200m rana e nella 4x100m misti mista, argento nella 4x100m misti.
Singapore 2025: oro nei 100m rana e nei 200m rana, argento nella 4x100m misti mista, bronzo nei 50m rana.
- Mondiali in vasca corta

Hangzhou 2018: argento nei 200m rana.
Melbourne 2022: bronzo nei 200m rana.
Budapest 2024: oro nei 50m rana e nei 100m rana.
- Giochi asiatici

Giacarta 2018: oro nella 4x100m misti, bronzo nei 200m rana e nei 200m misti.
Hangzhou 2023: oro nei 50m rana, nei 100m rana, nei 200m rana, nella 4x100m misti e nella 4x100m misti mista, argento nei 200m misti.
- Universiadi

Chengdu 2023: oro nei 50m rana, nei 100m rana, nei 200m rana, nella 4x100m misti e nella 4x100m misti mista.
- Vincitore della Coppa del Mondo nel 2023

## Riconoscimenti
- Atleta dell'anno World Aquatics: 2023
- Pacific Rim Swimmer of the Year: 2023